# 鲱属
鲱属（学名：Clupea）是生活在北太平洋和北大西洋（包括波罗的海）温带浅水中的一个多油的鱼属。这个属有两个种：大西洋鲱和太平洋鲱。这两个种又可以各分数个亚种。鲱鱼是成群的鱼，它们在春天成群聚集在欧洲和北美洲的海岸前，捕撈後經醃製或者燻製保存及販售。

## 外形
所有200多种鲱科中的鱼的外貌均很相似。他们体银色，只有一背鳍。与大多数鱼不同的是它们的背鳍是软的，里面没有刺。他们没有体侧线，下颚突出。他们的体型不同：波罗的海的鲱鱼比较小，仅14至18厘米。大西洋鲱可以达46厘米，重680克，太平洋鲱则可达38厘米。

## 分類
| 種           | 學名                      | IUCN     |
| ------------ | ------------------------- | -------- |
| 貝氏智利鯡   | Clupea bentincki          | 未予評估 |
| 大西洋鯡     | Clupea harengus           | 無危     |
| 波羅的海鯡   | Clupea harengus membras   |          |
| 菲律賓鯡     | Clupea manulensis         | 未予評估 |
| 白海鯡       | Clupea pallasii marisalbi | 未予評估 |
| 太平洋鯡     | Clupea pallasii           | 未予評估 |
| 蘇氏大西洋鯡 | Clupea pallasii suworowi  | 未予評估 |

## 天敌
成年鲱鱼的天敌包括人類、海鸟、海豚、銀花鱸魚、海豹、海狮、鲨、鲸、白斑角鯊、鮪魚、鳕鱼、鮭魚、比目鱼和其它大型的鱼。许多这些天敌也捕猎幼鲱鱼，其中最大天敵往往是人類。

## 食物

小鲱鱼吃浮游植物，它们长大后开始吃比较大的生物。成年鲱鱼吃浮游生物、小鱼和鱼仔。橈腳類和其它小甲壳动物也是它们的食物。在白天鲱鱼待在比较安全的深水中，只有在夜里它们上升到浅水吃东西。他们游动时张着嘴，过滤水中的浮游生物。

## 经济

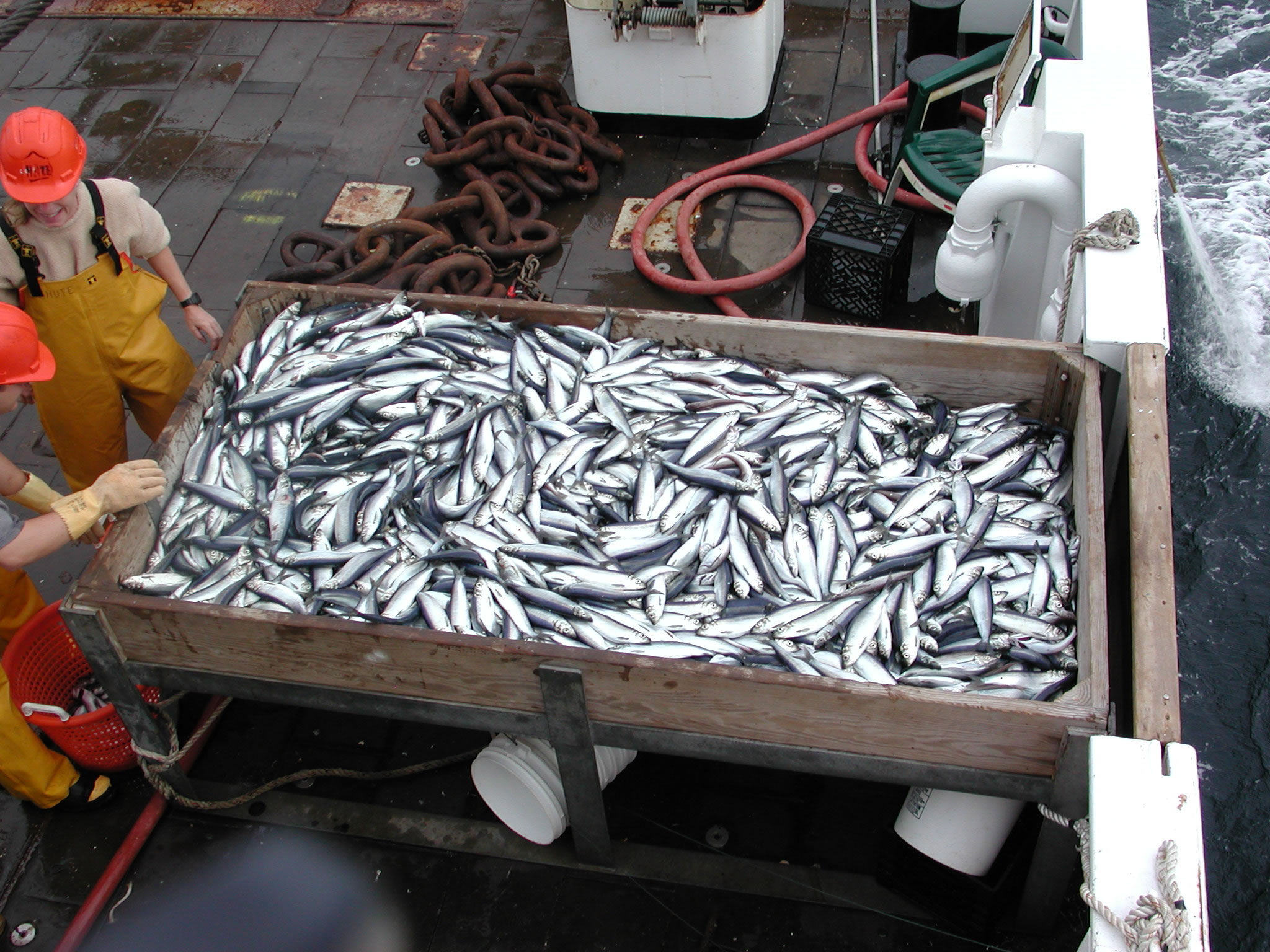
商业捕鲱

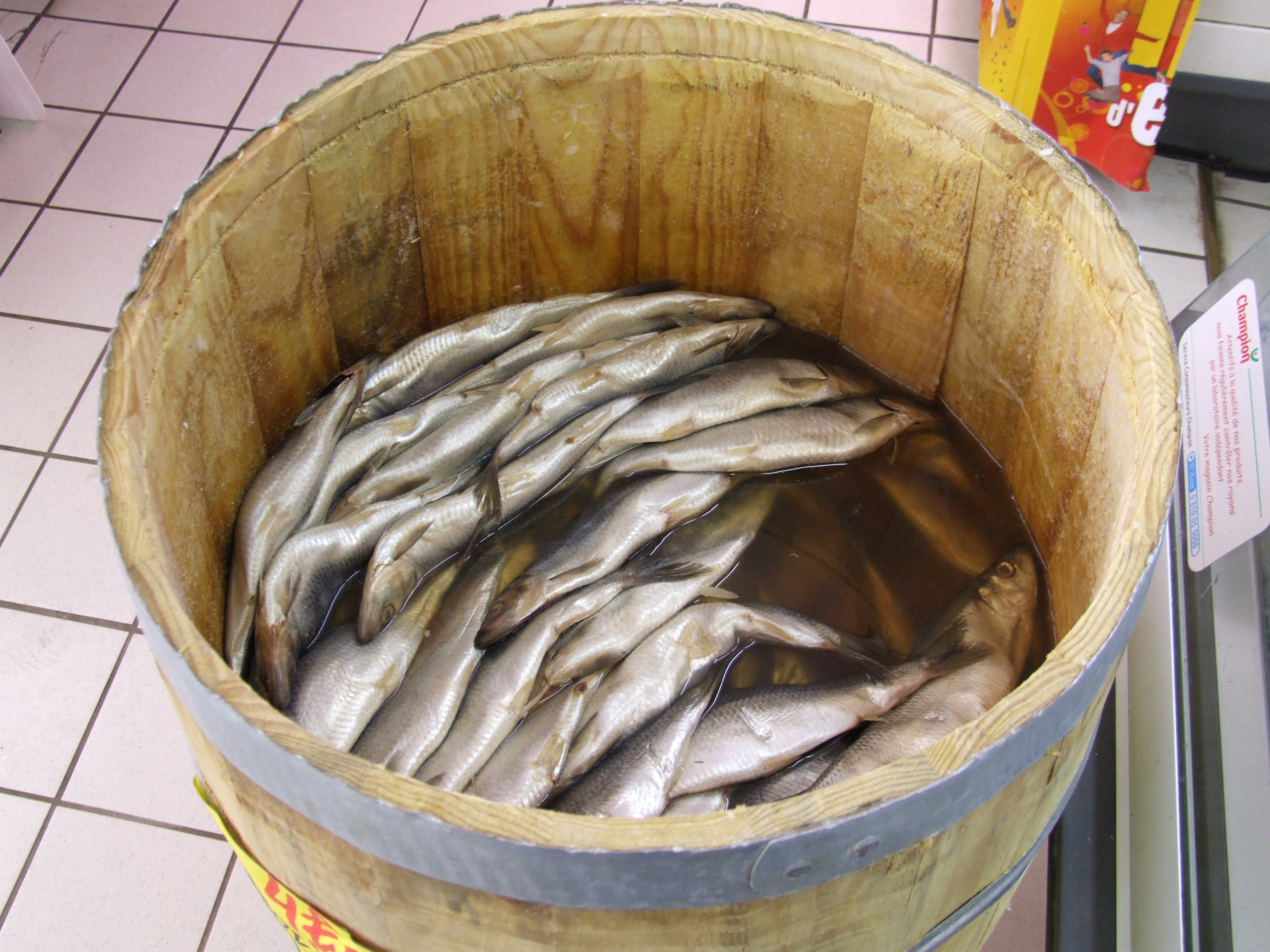
Clupea harengus

鲱鱼是重要的经济鱼类。成鱼的肉和卵被大量食用。在阿拉斯加州东南部鲱鱼也当作诱饵使用。美国环保协会认为大西洋鲱对环境平衡起重要的作用。

### 食品
从公元前3000年开始鲱鱼就已经是重要的食用魚。在不同地区有许多不同的食用方法：生吃、发酵、腌等等。

#### 营养
鲱鱼含有很高的长链二十碳五烯酸和二十二碳六烯酸。它们是维他命的原料。

#### 腌製

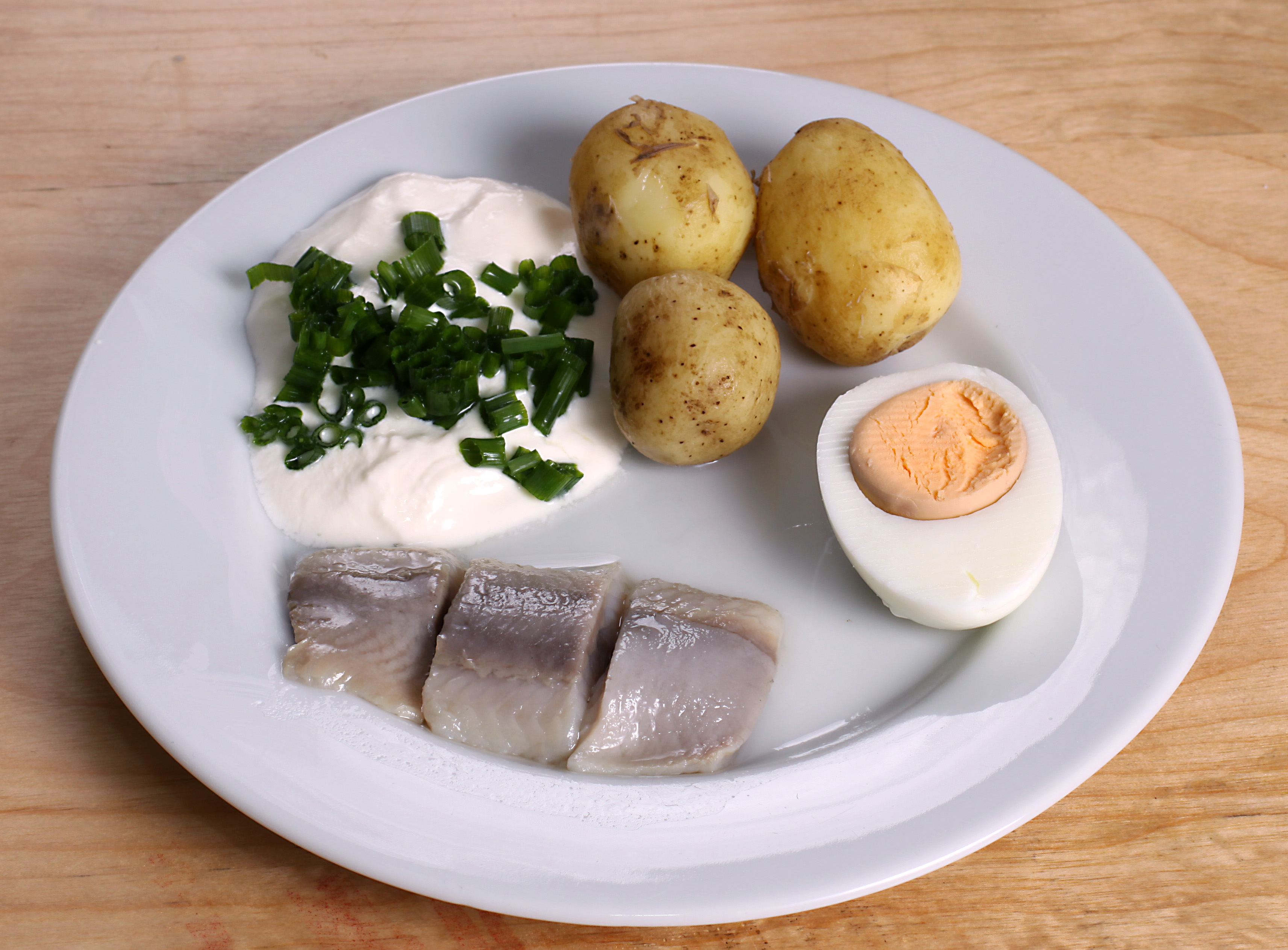
腌鲱鱼、酸奶、葱、马铃薯和半只蛋是斯堪的纳维亚夏至的传统餐

在欧洲腌鲱鱼是一个名肴，在波兰、立陶宛、爱沙尼亚、拉脱维亚、德国、丹麦、芬兰、瑞典、挪威和犹太菜里都有。大多数腌鲱鱼有两个步骤。首先用盐来吸收鱼体内的盐，在第二步中盐被取掉，加入调味品如醋、盐、糖以及胡椒粉、洋葱等。近年来也有添加其它来自亚洲的调料的。

#### 鲱鱼卷
鲱鱼卷是把腌的鲱鱼肉片卷成卷状，配上腌的小黄瓜或者洋葱。

#### 发酵
在瑞典和波罗的海国家里有食用发酵的鲱鱼的习惯（酸鱼）。

#### 生吃

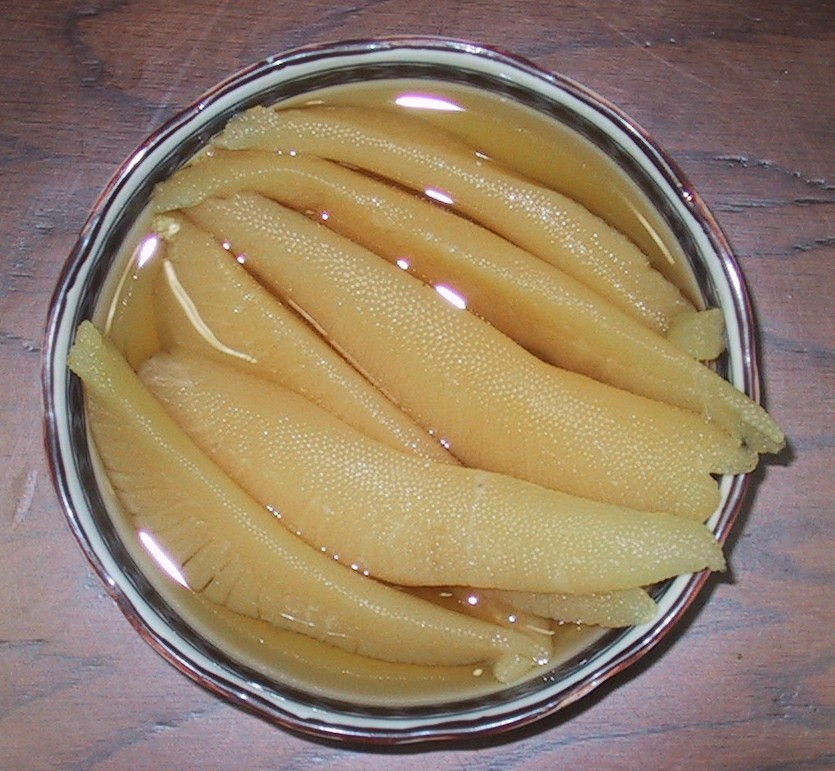
生鲱鱼卵常被用来做寿司

荷兰的生鲱鱼是春末夏初捕的鲱鱼，一般与生洋葱一起吃。弗拉尔丁恩和斯赫弗宁恩有专门的鲱鱼节庆祝。被捕的鱼被冻起来保存，开秋开始出售。
鲱鱼也装罐出口。
非常小的鲱鱼被称为吻仔魚，被全吃。

#### 其它用法

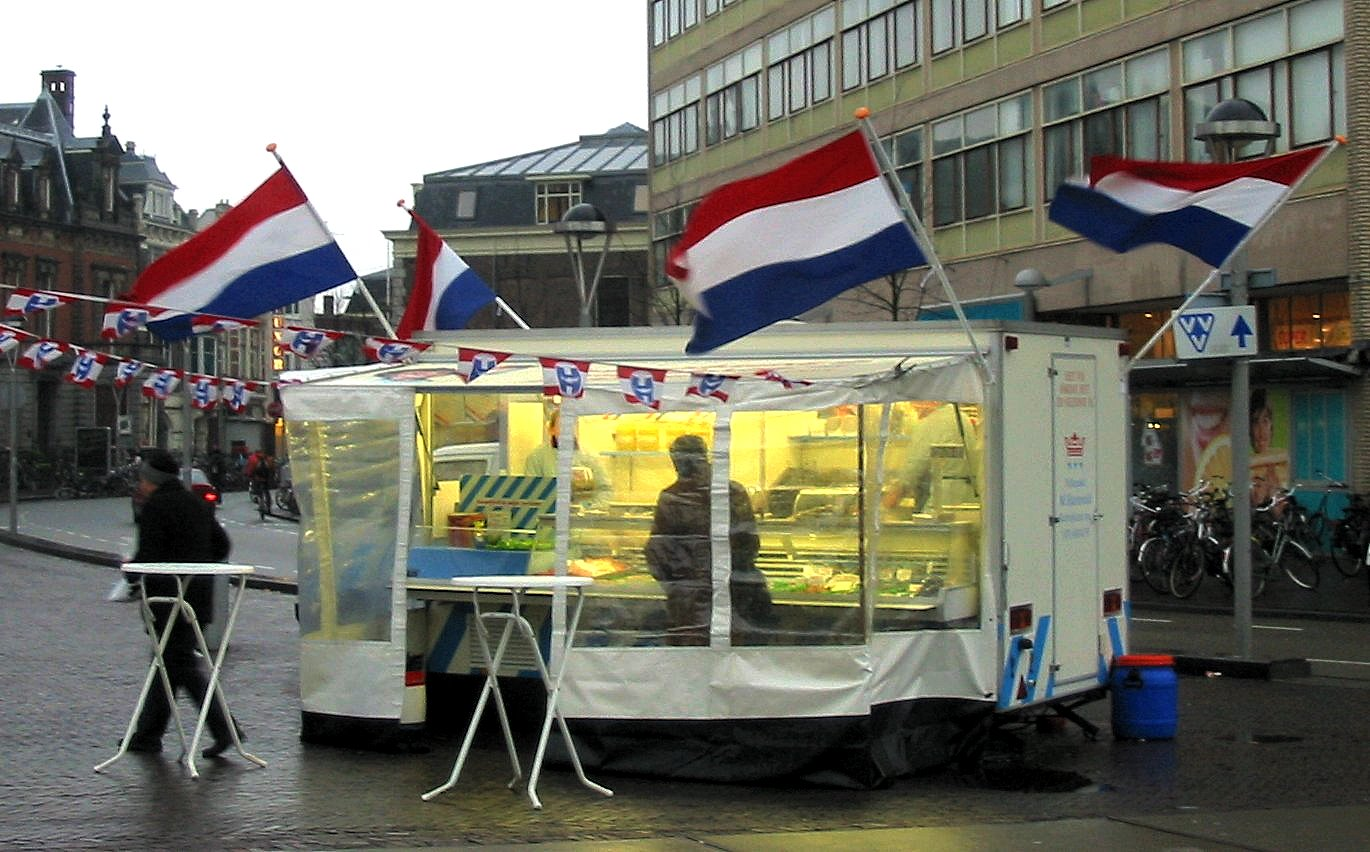
荷兰卖鲱鱼的车

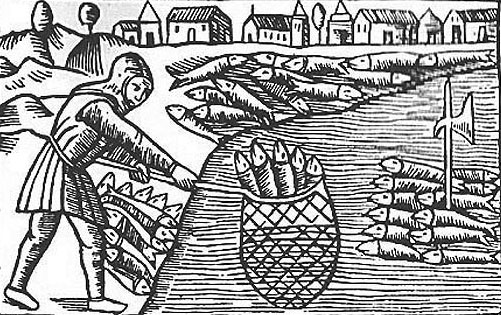
中世纪捕鲱鱼

英国、丹麦、波罗的海国家、瑞典食品中有熏鲱鱼。在斯堪的纳维亚鲱鱼汤也很传统。
在阿拉斯加州人们把树枝插入海中，让鲱鱼在上面产卵，然后把卵收集起来。这样的卵可以用来做鲱鱼卵色拉。